# PAL 익스프레스
PAL 익스프레스(영어: PAL Express)은 필리핀의 저비용 항공사로 2008년에 설립한 항공사로 허브 공항은 마닐라에 있는 니노이 아키노 국제공항과 세부에 있는 막탄 세부 국제공항, 클라크 국제공항, 프란시스코 방고이 국제공항이 있다.

## 역사
2008년 4월 10일 설립 했으며 봄바디어 Q 시리즈 항공기를 임대한다고 발표했다. 4월 13일 항공 노선도가 발표 되면서 같은 해 5월 5일 취항을 시작했다. 항공사는 항공 서비스를 바로 하지 않고 현재 일부 지역을 포함하여 22개의 섬을 잇는 노선을 발표했다. 주로 허브 공항만 아니라 PAL 방식의 일반 제트 항공기를 수용할 수 없는 섬 지역에 있는 작은 공항에 보조 노선을 취항했다. 항공편 시작 되면서 5월 19일에 정식으로 취항했다. 2009년 7월 1일 최초로 마일리지 서비스를 시작했다. 2009년 10월 27일 이후 모든 PAL 익스프레스 항공편은 에어 필리핀에서 운영되고 있었다. 2010년 3월 28일 PAL 익스프레스는 운항을 중단했고 같은 필리핀의 저비용 항공사인 에어필 익스프레스와 합병 했으나 2013년 3월에 다시 사명이 변경되었다.

## 운항 노선
- 2013년 3월 PAL 익스프레스는 다음과 같은 노선을 운항하고 있다.

## 사진

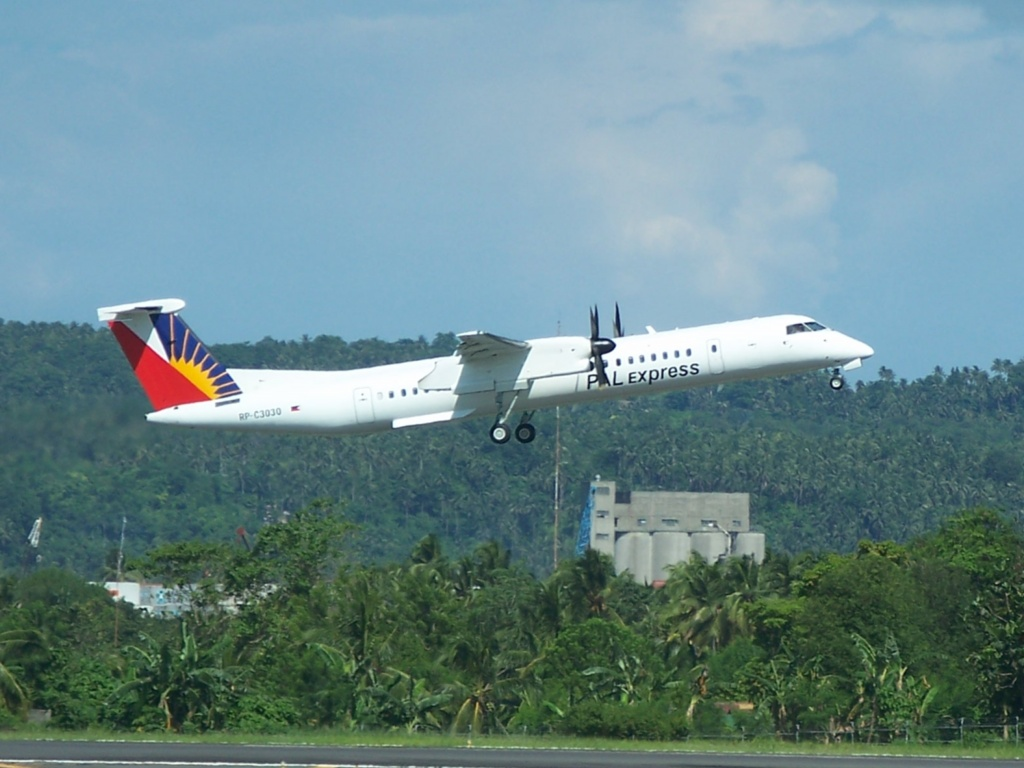
PAL 익스프레스의 봄바디어 Q300 (퇴역)
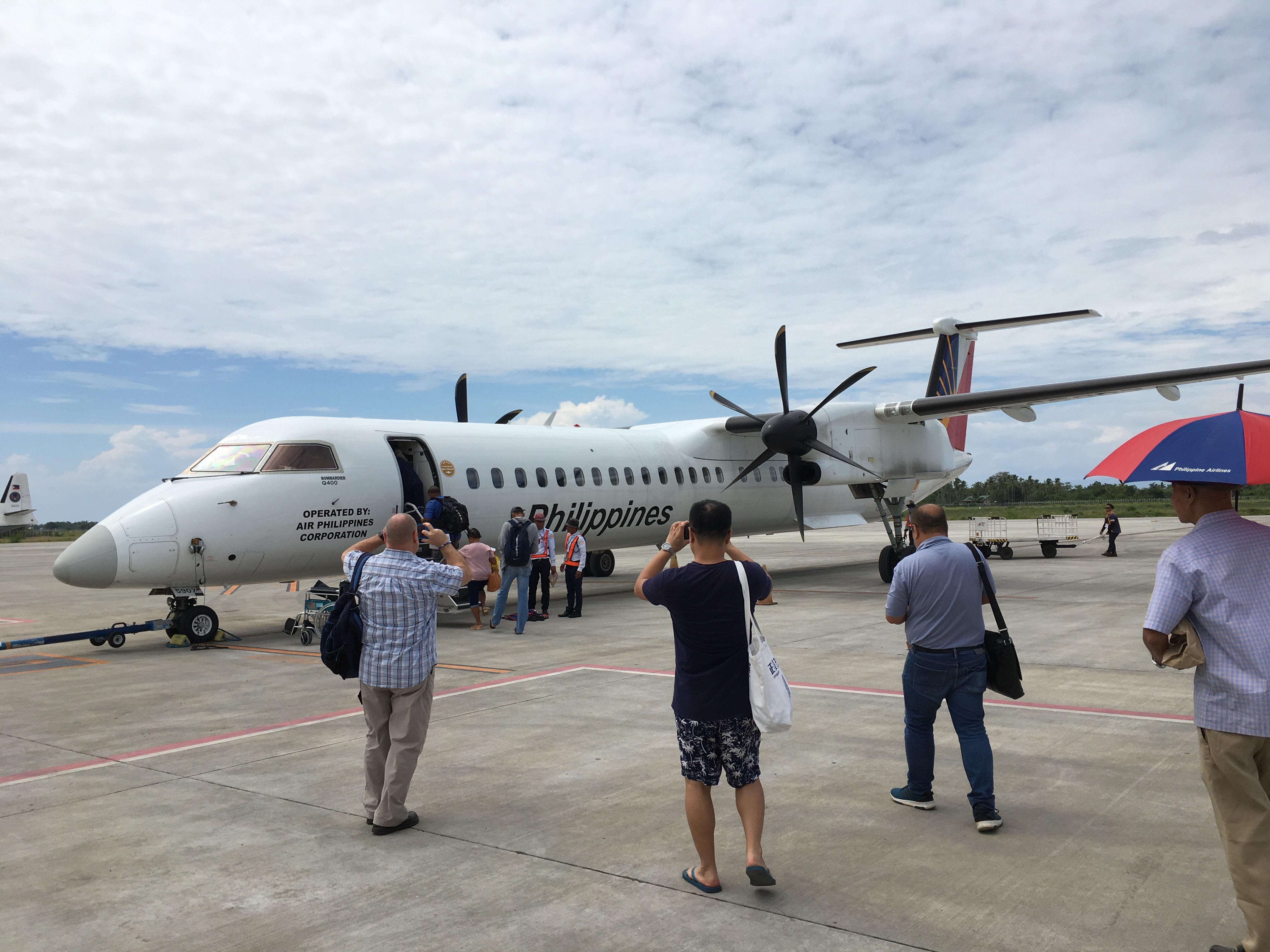
PAL 익스프레스의 봄바디어 Q400
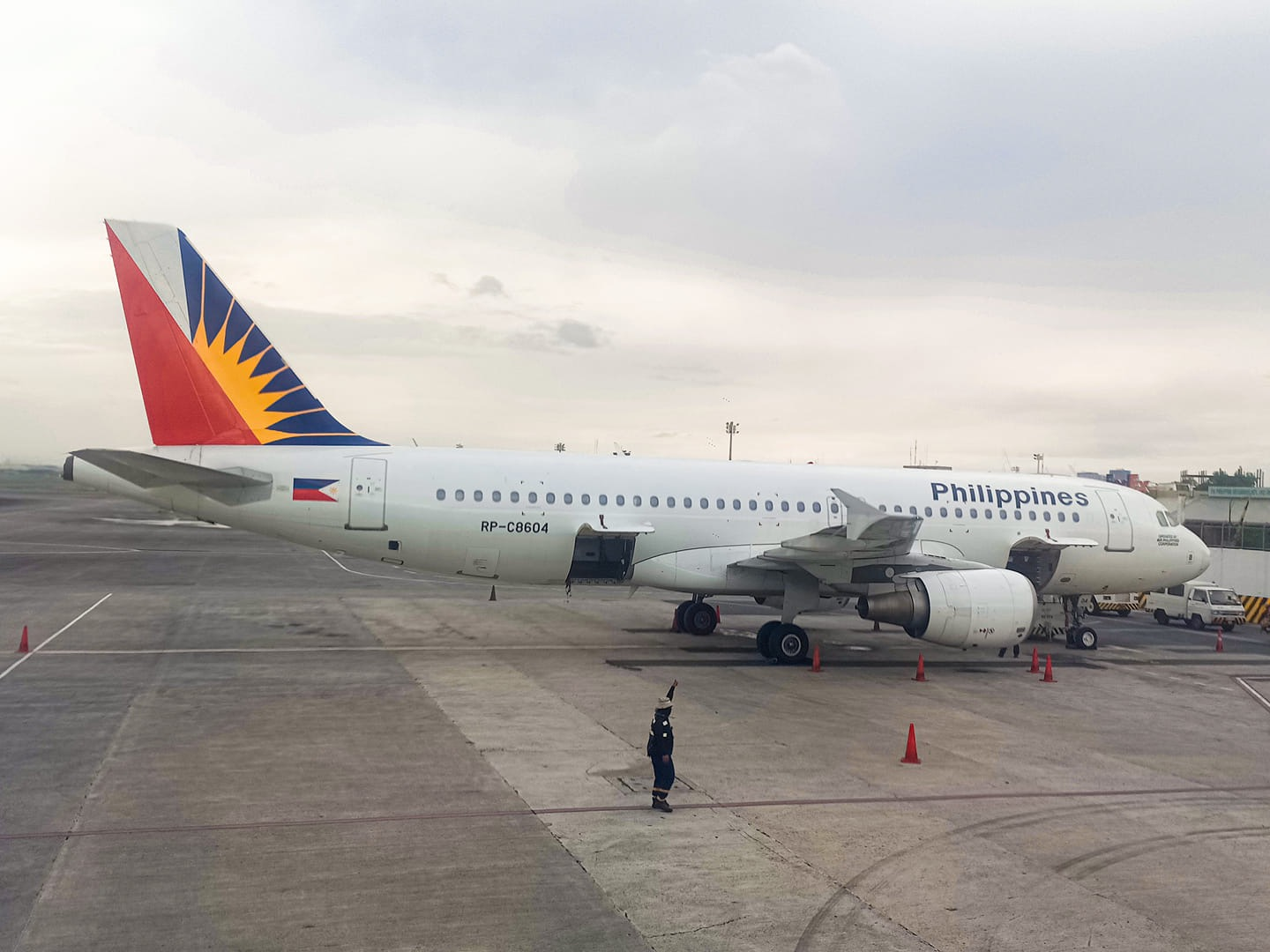
PAL 익스프레스의 에어버스 A320-200